# Эрдутское соглашение
Эрдутское соглашение (хорв. Erdutski sporazum, серб. Ердутски споразум) — соглашение о статусе Восточной Славонии, Бараньи и Западного Срема, подписанное в деревне Эрдут 12 ноября 1995 года представителями Хорватии и местными сербскими властями этих регионов. Соглашение предусматривало мирное окончание войны в Хорватии для данных регионов и переходный период для интеграции в состав Хорватии.
Соглашение было подписано бывшим премьер-министром Хорватии Хрвое Шариничем и представителем Сербской Краины Миланом Милановичем, получившим указания властей Союзной Республики Югославии. При подписании договора присутствовали Питер Гэлбрейт (посол США в Хорватии) и посредник Организации Объединённых Наций Торвальд Столтенберг.
Это соглашение было признано Советом Безопасности ООН, который Резолюцией 1037 создал Переходный орган Организации Объединённых Наций для Восточной Славонии, Бараньи и Западного Срема (англ. United Nations Transitional Authority for Eastern Slavonia, Baranja and Western Sirmium (UNTAES)).
Также на основе этого соглашения был создан Объединённый совет муниципалитетов с сербским большинством населения. 15 января 1998 года указанные территории были окончательно включены в состав Хорватии.